# Arbanitis dougweiri
Espèce
Synonymes
- Misgolas dougweiri Wishart & Rowell, 2008

Arbanitis dougweiri est une espèce d'araignées mygalomorphes de la famille des Idiopidae.

## Distribution
Cette espèce est endémique de Nouvelle-Galles du Sud en Australie. Elle se rencontre vers Gosford.

## Description
La carapace du mâle holotype mesure 7,18 mm de long sur 5,59 mm et l'abdomen 8,53 mm de long sur 5,03 mm.

## Étymologie
Cette espèce est nommée en l'honneur de Douglas Weir.

## Publication originale
- Wishart & Rowell, 2008 : Trapdoor spiders of the genus Misgolas (Mygalomorphae: Idiopidae) from eastern New South Wales, with notes on genetic variation. Records of the Australian Museum, vol. 60, no , p. 45-86 (texte intégral).